# Otherkin

Un heptagramme régulier {7/3}, connu sous le nom d'Elven Star (« étoile elfique ») ou Fairy Star (« étoile féerique ») est utilisé par certains membres des otherkin pour s'identifier

Les otherkins sont des personnes qui s'identifient de manière non physique et/ou spirituelle à une ou plusieurs créatures imaginaires (griffon, dragon, licorne, vampire, etc ...) Cette distinction s'est fait connaître à l'origine dans une communauté Internet anglophone. Les otherkin se considèrent eux-mêmes comme des créatures mythiques ou légendaires, ou bien des animaux non humains. Ils expliquent leurs croyances par la réincarnation (posséder une âme non humaine), l'ascendance, une métaphore symbolique ou simplement un trouble psychologique. Beaucoup revendiquent un don de métamorphose mentale, mais non de métamorphose physique. 
Les créatures auxquelles les otherkin s'identifient communément incluent surtout les loups et les dragons, mais aussi les anges, démons, elfes, licornes, extraterrestres, fées, esprits-renards, lycanthropes et vampires, entre autres,. Les personnes extérieures considèrent généralement les croyances des otherkin avec perplexité, sinon avec mépris.

## Histoire
Le mot « otherkin » est un néologisme formé par other (« autre ») et kin (« lignée ») en anglais, il se traduit donc par « autre lignée ».
Le concept d'otherkin semble apparaître en 1972, quand les premiers groupes de personnes s'identifient à des elfes. La première utilisation enregistrée de l'expression « otherkin » pour les désigner est mentionnée en juillet 1990. Le mot « otherkin » lui-même est signalé dès avril 1990. La plus ancienne ressource d'Internet mentionnant les otherkin est le « Digest Elfinkind », une liste de diffusion entamée en 1990 par un étudiant de l'Université du Kentucky à destination des « elfes et des observateurs intéressés ». Toujours au début des années 1990, des newsgroups tels qu'alt.horror.werewolves et alt.fan.dragons, sur Usenet, sont initialement créés pour que les fans de ces créatures se réunissent dans le contexte de la fantasy, de la littérature et des films d'horreur, mais accueillent progressivement des personnes qui s'identifient comme des créatures mythologiques,. En 1993, le groupe des therians (identifiés à des animaux) est ouvert, suivi l'année suivante par celui des dragons. Il est possible que ces communautés aient pu exister de manière plus dispersée avant l'avènement des moyens de communication modernes ayant fourni un socle commun leur permettant d'entrer en contact.
Le 6 février 1995, un document intitulé le Elven Nation Manifesto (« manifeste de la nation elfique ») est publié sur Usenet, y compris à destination des groupes alt.pagan et alt.magick. Sur Usenet lui-même, le document a été presque universellement considéré comme un troll ou une tentative d'une extrême naïveté. Cependant, de nombreuses personnes sont entrées en relation avec l'auteur original pour rejoindre sa liste de diffusion, « Digest Elfinkind », dont est issue le terme d'« otherkin ». Ces otherkin sont pour la plupart des admirateurs des elfes et des membres de communautés en ligne du début et du milieu des années 1990.

## Description
Les otherkin sont réunis par la sensation selon laquelle ils sont « autre chose qu'humains ». Certains revendiquent leur filiation directe avec des créatures mythologique grâce à l'existence de textes fondateurs anciens mentionnant des créatures comme les ancêtres directs de communautés humaines, comme les elfes Tuatha Dé Danann en Irlande, les anges mentionnés dans la Bible ou les empereurs orientaux qui portaient le titre de « fils du dragon ». D'autres s'identifient à des animaux. La définition la plus courante des otherkins est que, « si leur enveloppe est humaine, leur âme ne l'est pas ». Les témoignages insistent beaucoup sur la sensation d'être différent. La définition des otherkins s'est élargie avec le temps, notamment sous l'influence des revendications de la communauté LGBT : il s'agit pour une personne de revendiquer l'identité qu'elle s'est choisie, et le droit d'être respectée en tant que telle. Le néologisme récent de « transespèces », créé en France, témoigne d'une volonté de se détacher de tout mysticisme. 
Il existe différentes communautés, en fonction des animaux ou des créatures concernés. La majorité sont des loups et des dragons (Draconity, « draconiques »),. Les therians se décrivent comme étant « en partie des animaux ». Certaines personnes identifiées à des vampires imitent le mode de vie de ces créatures légendaires. Vampires et thérians sont généralement considérées comme faisant partie des otherkin par la plupart de ceux-ci, mais leurs croyances et leurs pratiques sont distinctes, et ils rejoignent des mouvements qui leur sont propres en dépit de ces quelques points communs. Il est également possible pour un otherkin d'avoir plusieurs « personnalités » non-humaines.
La plupart des otherkins se retrouvent sur des forums internet où la moyenne d'âge va de 15 à 24 ans, mais tous les âges peuvent être concernés. La plupart sont américains, mais il existe des communautés dans d'autres pays, notamment en France. Internet joue un rôle essentiel, en leur permettant de communiquer, de se rencontrer et d'échanger sur leurs sentiments et leurs expériences. En 2014, il existe des blogs, plusieurs dizaines de mailing lists, chats, forums et encyclopédies en ligne. Des rencontres physiques ont pu être organisées. 

### Expériences
Selon leurs témoignages, certains otherkins prétendent pouvoir expérimenter la réincarnation, le voyage astral, la perception des auras et une télépathie permettant de percevoir des émotions et des sensations. Les voyages astraux leur permettraient de voir leur personnalité non-humaine dans une transe hors du corps. Le témoignage le plus partagé est celui du « shift », moment où la personnalité non-humaine domine, et la sensation fréquente de ne pas être humain. Tous ne partagent pas la croyance aux expériences paranormales ni une vision liée à la spiritualité. Certains otherkins pensent avoir une simple « anormalité psychologique », et expérimenter des crises proches de celles des personnes autistes.

### Explications et analyses
Les otherkin s'appuient principalement sur la croyance en la réincarnation et la transmigration des âmes. Leur vie antérieure en tant que créature mythologique aurait affecté leur incarnation actuelle, selon cette idéologie. En 2001, Village Voice rapproche un groupe d’elfkins américains du courant New Age initié dans les années 1980. La sociologue Danielle Kirby rejoint cette interprétation, ajoutant que les convictions des thérians et des otherkins se rapprochent du néopaganisme, malgré un certain flou dans les idées. De même, tous les otherkins n'adhèrent pas à un système de croyances païen. Il n'existe ainsi ni rite, ni pratique commune, seulement un partage d'expériences personnelles. Certains membres ont cependant des croyances rattachées au mouvement New Age (enfants indigos) ou au chamanisme (appel au « nettoyage d'aura »). 

## Accueil
Les otherkins sont souvent considérés avec méfiance. Leur présence sur internet a entraîné en retour des critiques. Beaucoup d'entre elles viennent de personnes transgenres, considérant que les otherkins ridiculisent leurs propres arguments en « assimilant reconnaissance de l'appartenance à un genre et reconnaissance de l'appartenance à une espèce ».

#### Ouvrages
- (en) Lupa, A Field Guide to Otherkin, Stafford, Immanion Press - Megalithica Books, 2007, 1re éd., 312 p., poche (ISBN 978-1-905713-07-3, OCLC 137242792)
- (en) Christopher Penczak, Ascension Magick : Ritual, Myth & Healing for the New Aeon, Woodbury, Llewellyn Worldwide, 2007, 1re éd., 561 p., poche (ISBN 978-0-7387-1047-1, LCCN 2006048762, lire en ligne), p. 416–417; 441

#### Articles
- (en) Alternative Worlds: Metaphysical Questioning and Virtual Community amongst the Otherkin
- Olivier Clairouin, « Pas complètement humains : la vie en ligne des thérians et otherkins », Le Monde,‎ 20 mai 2014 (lire en ligne)